# Basketball Bundesliga de 1982–83
A Temporada 1982–83 da Basketball Bundesliga foi a 17.ª edição da principal competição de basquetebol masculino na Alemanha. A equipe do ASC 46 Göttingen conquistou seu segundo título nacional.

## Equipes participantes
| Clube              | Localização   |
| ------------------ | ------------- |
| BSC Saturn Köln    | Colônia       |
| TuS 04 Leverkusen  | Leverkusen    |
| ASC 46 Göttingen   | Gotinga       |
| USC Bayreuth       | Bayreuth      |
| SSV Hagen          | Hagen         |
| DTV Charlottenburg | Berlim        |
| MTV 1846 Giessen   | Giessen       |
| MTV Wolfenbüttel   | Volfembutel   |
| 1. FC 01 Bamberg   | Bamberga      |
| FC Schalke 04      | Gelsenkirchen |

## Classificação Fase Regular

### Temporada Regular
| Pos. | Clube              | V | D  | Pts      | Pts+ : Pts- | Classificação   |
| ---- | ------------------ | - | -- | -------- | ----------- | --------------- |
| 1    | BSC Saturn Köln    |   | 2  | 32:04:00 | 1361:1224   | Grupo Principal |
| 2    | TuS 04 Leverkusen  |   | 3  | 30:06:00 | 1614:1319   | Grupo Principal |
| 3    | ASC 46 Göttingen   |   | 6  | 24:12:00 | 1433:1296   | Grupo Principal |
| 4    | USC Bayreuth       |   | 6  | 00:12    | 1496:1336   | Grupo Principal |
| 5    | SSV Hagen          |   | 8  | 20:16    | 1471:1403   | Grupo Principal |
| 6    | DTV Charlottenburg |   | 11 | 14:22    | 1389:1468   | Grupo Principal |
| 7    | MTV 1846 Giessen   |   | 11 | 14:22    | 1282:1405   | Playouts        |
| 8    | MTV Wolfenbüttel   |   | 12 | 12:24    | 1280:1320   | Playouts        |
| 9    | 1. FC 01 Bamberg   |   | 15 | 06:30    | 1405:1600   | Playouts        |
| 10   | FC Schalke 04      |   | 16 | 04:32    | 1238:1598   | Playouts        |

## Segunda Fase

### Grupo Principal
| Pos. | Clube              | V  | D  | Pts      | Pts+ : Pts- | Classificação |
| ---- | ------------------ | -- | -- | -------- | ----------- | ------------- |
| 1    | BSC Saturn Köln    | 22 | 6  | 44:12:00 | 2419:2104   | Finalistas    |
| 2    | ASC 46 Göttingen   | 18 | 10 | 36:20:00 | 2319:2103   | Finalistas    |
| 3    | TuS 04 Leverkusen  | 17 | 11 | 34:22:00 | 2293:2078   |               |
| 4    | SSV Hagen          | 15 | 13 | 06:26    | 2254:2147   |               |
| 5    | USC Bayreuth       | 15 | 13 | 06:26    | 2209:2234   |               |
| 6    | DTV Charlottenburg | 13 | 15 | 26:30:00 | 2196:2221   |               |

### Grupo Playouts
| Pos. | Clube            | V  | D  | Pts      | Pts+ : Pts- | Classificação |
| ---- | ---------------- | -- | -- | -------- | ----------- | ------------- |
| 1    | MTV 1846 Giessen | 13 | 11 | 26:22:00 | 1937:1991   |               |
| 2    | MTV Wolfenbüttel | 9  | 15 | 18:30    | 1904:2025   |               |
| 3    | 1. FC 01 Bamberg | 7  | 17 | 14:34    | 1845:2140   | Rebaixados    |
| 4    | FC Schalke 04    | 3  | 21 | 06:42    | 1836:2167   | Rebaixados    |

## Playoffs
|  | Semifinais | Semifinais | Semifinais      |   |  | Final            | Final | Final |
|  |            |            |                 |   |  |                  |       |       |
|  |            |            |                 |   |  |                  |       |       |
|  |            |            |                 |   |  |                  |       |       |
|  |            |            |                 |   |  | ASC 46 Göttingen | 2     |       |
|  |            |            | BSC Saturn Köln | 0 |  |                  |       |       |
|  |            |            |                 |   |  |                  |       |       |
|  |            |            |                 |   |  |                  |       |       |

## Campeões da Basketball Bundesliga (BBL) 1982–83
| Campeões da BBL 1982–83       |
| ----------------------------- |
| ASC 1846 Göttingen 2.º título |

## Clubes alemães em competições europeias
| Clube        | Competição         | Resultado                                                            |
| ------------ | ------------------ | -------------------------------------------------------------------- |
| Saturn Köln  | Copa dos Campeões  | Eliminado na Primeira Fase por Sutton & Crystal Palace (74-75;97-98) |
| USC Bayreuth | Copa Korać         | Eliminado Fase de Grupos como 4º no Gr. D (0v - 6d)                  |
| -            | FIBA Copa Europeia | -                                                                    |